# Ystad-Sövestads församling
Ystad-Sövestads församling är en församling i Ljunits, Herrestads, Färs och Österlens kontrakt i Lunds stift. Församlingen ligger i Ystads kommun i Skåne län och utgör ett eget pastorat.

## Administrativ historik
Församlingen bildades 1 januari 2022 av Ystads församling och Sövestadsbygdens församling som före samgåendet bildade ett gemensamt pastorat. Den nybildade församlingen bildar ett eget pastorat.

## Kyrkor
- Sankt Petri kyrka
- Sankta Maria kyrka
- Baldringe kyrka
- Bromma kyrka
- Hedeskoga kyrka
- Högestads kyrka
- Sövestads kyrka